# Shortlands
Shortlands är en ort i Storbritannien.   Den ligger i grevskapet Greater London och riksdelen England, i den södra delen av landet, 15 km sydost om huvudstaden London. Shortlands ligger 56 meter över havet och antalet invånare är 9 303.
Terrängen runt Shortlands är platt, och sluttar norrut. Runt Shortlands är det mycket tätbefolkat, med 1 956 invånare per kvadratkilometer. Närmaste större samhälle är City of London, 14,3 km nordväst om Shortlands. Runt Shortlands är det i huvudsak tätbebyggt.